# Paróquia Santa Teresinha do Menino Jesus (São Paulo)
A Paróquia Santa Teresinha do Menino Jesus é uma paróquia brasileira, da Arquidiocese de São Paulo, localizada na Região Sé, Setor Santa Cecília, que se encontra situada na rua Maranhão nº 617, no bairro de Higienópolis, proximidades da avenida Angélica, na cidade de São Paulo.
Foi inaugurada no ano de 1928, projetada pelo engenheiro italiano Antonio Vincenti, e teve a obra executada pelo arquiteto Fiorello Panelli, com seu interior inacabado.
A imagem de Santa Teresinha, trazida de Lisieux (França), foi uma doação de Dona Sofia Neves Torres tendo sido o sino, presente do empresário ítalo-brasileiro Conde Matarazzo.
O interior da igreja, em formato de cruz, é de estilo românico. Seu altar central é de mármore de Carrara, e traz uma imagem de Santa Teresinha descalça, ao lado do Menino Jesus recostado na Sagrada Face. Do avental, a criança Teresa colhe as rosas que espalha ao mundo. Junto aos seus pés, se encontram lírios brancos e um escudo com o brasão por ela pintado no Carmelo. As flores que caem são contidas por uma bandeira brasileira.
A paróquia é uma das preferidas para realização de casamentos. Ela é referência na cidade pois do alto, vindas do teto, pétalas de rosas são derramadas sobre os noivos durante a troca das alianças.
A Paróquia também promove obras assistenciais e filantrópicas.
Pastoralmente, trabalha à frente da paróquia, no ofício de pároco o Frei Everaldo Abril Pontes, OCD - empossado em 08/03/2020. A paróquia conta ainda com dois vigários paroquiais, Frei Geraldo Afonso, OCD e Frei Marcos Hideo Matsubara, OCD.